# (12050) Humecronyn
(12050) Humecronyn (1997 HE14) – planetoida z pasa głównego asteroid okrążająca Słońce w ciągu 4,97 lat w średniej odległości 2,91 j.a. Odkryta 27 kwietnia 1997 roku.